# Shajar Saguiv
Shajar Saguiv (en hebreo: שחר שגיב‎, Haifa, 11 de octubre de 1994) es un deportista israelí que compite en triatlón. En los Juegos Europeos de Cracovia 2023 consiguió una medalla de plata en la prueba individual.

## Palmarés internacional
| Juegos Europeos | Juegos Europeos    | Juegos Europeos  | Juegos Europeos |
| Año             | Lugar              | Medalla          | Prueba          |
| --------------- | ------------------ | ---------------- | --------------- |
| 2023            | Cracovia (Polonia) | Medalla de plata | Individual      |